# 进学街道
进学街道，原名朝阳街道，是中华人民共和国吉林省延边朝鲜族自治州延吉市下辖的一个乡镇级行政单位。

## 历史
1956年，原第一办事处改建为进学街道和朝阳街道两个街道。1995年12月，延吉市人民政府曾驻进学街道。2001年11月，原进学街道和朝阳街道合并组建为新的朝阳街道。2009年12月，朝阳街道又更名为进学街道。2017年3月，进学街道、公园街道与依兰镇共建对接仪式顺利召开，力求构建出推动乡村社区文明共建、共同发展的良好格局。
2009年4月，为使得外来户、低保户和残疾人掌握一技之长改变生活状况，进学街道安阳社区在延吉市妇女联合会的支持下开办了就业技能培训班，随后这一培训班扩大到了街道的各个社区。

## 现况

### 地理
进学街道位于中国吉林省延边朝鲜族自治州延吉市东部，辖区面积8.14平方公里。其东至延铝家属楼与小营镇接壤，南至与建工街道和开发区隔河相望的布尔哈通河，西至与新兴街道相邻的局子街，北至与北山街道为邻的爱丹路。

### 人口
进学街道人口共计9.75万人，其中流动人口为0.87万人。汉族占总体人口的65%、朝鲜族占33%、其他民族占2%。

### 教育
进学街道内共设有4个小学，分别为进学小学（汉）、东山小学（朝、汉）、朝阳小学（汉）和中央小学（朝）。设有3个初中，分别为延吉市第七中学（汉）、延吉市第九中学（汉）和延吉市第十三中学（朝）。

## 行政区划
进学街道下辖以下14个社区：向阳社区、娇阳社区、春阳社区、正阳社区、南阳社区、安阳社区、旭阳社区、文庆社区、文明社区、文汇社区、文新社区、文河社区、文化社区和丽阳社区，其中包括711个居民小组。